# Hatam Sofer
Pour les articles homonymes, voir Schreiber.
Le Hatam Sofer, de son vrai nom Moché Schreiber, né le 24 ou le 26 septembre 1762 à Francfort-sur-le-Main (Saint-Empire romain germanique) et mort le 3 octobre 1839 à Presbourg (empire d'Autriche), est un rabbin, l'une des grandes figures du judaïsme européen des XVIIIe et XIXe siècles.

## Surnom
Son surnom est formé de deux mots hébreux, hatam et sofer, qui, associés, signifient « sceau du scribe ». 
Or, le mot allemand Schreiber, qui constitue son nom de famille, signifie « celui qui écrit » (du verbe schreiben, « écrire »), et correspond au mot hébreu Sofer.
Le premier mot est aussi l'acronyme de Hiddushei Toiras Moishe, si on prend seulement les consonnes de hatam (H, T, M), fait habituel dans l'écriture traditionnelle de l'hébreu, qui ne note pas les voyelles. Hiddushei Toiras Moishe signifie les nouvelles interprétations de la Torah par Moshe, i.e. le Hatam Sofer.

## Biographie

### Origines familiales et formation
Il est issu d'une famille juive de Francfort, qui est alors une ville libre impériale du Saint-Empire.
À l'âge de neuf ans, il entre à la yechiva du rabbin Nathan Adler et à treize ans, il donne déjà des cours de religion. 

### Carrière avant Presbourg
Brillant universitaire, il reçoit de nombreuses propositions de postes rabbiniques. 

### Carrière à Presbourg (1806-1839)
En 1806, il accepte le poste de grand rabbin à Presbourg (actuelle Bratislava, capitale de la Slovaquie). Il y fonde un séminaire rabbinique dont l'excellente réputation et le haut niveau d'enseignement attirent de brillants étudiants de toute l'Europe.
De nombreux rabbins viennent à Bratislava pour recevoir ses conseils sur des questions de Talmud. En plus de ses fonctions religieuses et éducatives, le Hatam Sofer se consacre aux affaires juridiques en tant que juge du tribunal rabbinique.
En 1809, alors que Presbourg est assiégée par les troupes de Napoléon Ier au cours de la guerre de la cinquième coalition, il trouve refuge dans un village voisin, où il organise des activités caritatives afin d'aider ses coreligionnaires touchés par la guerre.
Le Hatam Sofer est un auteur prolifique, signant de nombreux sermons, responsa, commentaires, lettres, poèmes. Il écrit également un journal empreint de ferveur orthodoxe.

### Mariage et descendance
La première femme du Hatam Sofer meurt sans enfant en 1812. 
Quelques mois plus tard, il épouse la fille d’Akiva Eiger, que l’on considère comme le plus grand talmudiste de son temps, par la suite rabbin de Posen (grand-duché de Posen, sous le contrôle du royaume de Prusse).
Le Hatam Sofer désigne comme son successeur à la tête de la yeshiva de Presbourg son fils aîné Abraham Samuel Benjamin Sofer (appelé par la suite Ktav Sofer ou Ksav Sofer, 1815-1871). Son deuxième fils, Simon (1820-1883), est rabbin à Cracovie (ville libre (1815-1846), puis sous le contrôle de l'Autriche). 
Son gendre Salomon Salman Spitzer est rabbin de la communauté orthodoxe de Vienne (capitale de l'empire d'Autriche). 
Un fils d’Abraham Sofer, Simon (1850-1944), fonde une Yeshiva à Eger (Hongrie) et y enseigne jusqu’à sa déportation et son assassinat à Auschwitz, après l’occupation de la Hongrie par l'Allemagne nazie en 1944.

### Mort et funérailles
Le Sofer est enterré dans l’ancien cimetière juif de Presbourg en contrebas de la colline du château. 

## Vicissitudes de son tombeau (à partir de 1942)
Son cimetière fut presque entièrement détruit en 1942-1943 quand on construisit un tunnel routier, les restes de la plupart des défunts furent alors transférés dans une fosse commune du cimetière juif orthodoxe, seule la section la plus importante avec la tombe de Moses Sofer a été conservée sous un abri en béton. 
Au début des années 1980, on construisit une ligne de tramway à travers le site. Pendant des décennies, il ne resta qu’une entrée cachée vers la tombe souterraine, qui fut largement oubliée en dehors de la communauté juive. 
Après 1992 commencèrent des négociations pour rendre accessible la tombe, les voies du tramway furent déplacées et, en 2002, fut ouvert un mausolée visité aujourd’hui par des pèlerins juifs orthodoxes du monde entier.